# التوانسة (لمنابهة)
التوانسة هو دُوَّار يقع بجماعة المنابهة، عمالة مراكش، جهة مراكش آسفي في المملكة المغربية. ينتمي الدوّار لمشيخة لمنابهة التي تضم 28 دوار. يقدر عدد سكانه بـ 348 نسمة حسب الإحصاء الرسمي للسكان والسكنى لسنة 2004.

## روابط خارجية
- البوابة الوطنية للجماعات الترابية
- المندوبية السامية للتخطيط